# Giuseppe Fietta
Giuseppe Fietta (Ivrea, 6 de novembro de 1883 - Ivrea, 1 de outubro de 1960) foi um prelado italiano da Igreja Católica Romana, que serviu como núncio apostólico na Itália de 1953 a 1958, e foi elevado ao cardinalato em 1958.

## Biografia
Nascido em Ivrea, Giuseppe Fietta estudou na Pontifícia Universidade Gregoriana em Roma e foi ordenado ao sacerdócio em 4 de novembro de 1906. Em seguida, ele serviu como secretário particular do bispo de Alghero , Oristano e Cagliari até 1923. Fietta foi elevada à categoria de Prelado Doméstico de sua Santidade em 9 de maio de 1920 e serviu como reitor do Seminário de Alghero e um cânone de sua catedral capítulo 1923-1924, onde ele se tornou secretário da nunciatura para a Costa Rica. Posteriormente, ele foi nomeado encarregado de negócios da nunciatura costarriquense em 1925.
Em 30 de março de 1926, Fietta foi nomeada Arcebispo Titular de Serdica e, no dia 27 de setembro, Internuncio para a América Central pelo Papa Pio XI. Ele recebeu sua consagração episcopal em 10 de outubro daquele ano do cardeal Giovanni Bonzano, com o arcebispo Ernesto Piovella e o bispo Agustín Blessing Presinger, CM, servindo como co-consagradores, na igreja de Sacro Cuore di Gesù a Castro Pretorio. Depois de ser dado o status de núncio em 8 de julho de 1926, Fietta foi nomeada núncio no Haiti e na República Dominicana em 18 de outubro de 1930, núncio na Argentina em 8 de agosto de 1936 e núncio na Itália em 26 de janeiro de 1953. O arcebispo tentou estabelecer relações diplomáticas entre o Vaticano e a União Soviética.
O Papa João XXIII criou-lhe o Cardeal-Sacerdote de São Paulo em Regola  no consistório de 15 de dezembro de 1958, deixando de ser núncio na mesma data. Apesar de sua distinta carreira como diplomata papal, o cardeal gostava de passear pelas ruas de sua terra natal, Ivrea, e jogar bocha com seus amigos.
O cardeal Fietta morreu em sua terra natal, Ivrea, aos 76 anos, e é enterrado em sua catedral.